# Rostraria clarkeana
Rostraria clarkeana là một loài thực vật có hoa trong họ Hòa thảo. Loài này được (Domin) Holub miêu tả khoa học đầu tiên năm 1974.